# Vanellus lugubris
Vanellus lugubris е вид птица от семейство Charadriidae.

## Разпространение
Видът е разпространен в Ангола, Бурунди, Габон, Гана, Гвинея, Замбия, Зимбабве, Камерун, Демократична република Конго, Република Конго, Кот д'Ивоар, Кения, Либерия, Малави, Мали, Мозамбик, Нигерия, Руанда, Сиера Леоне, Сомалия, Свазиленд, Танзания, Того, Уганда и Южна Африка.